# Épithète, Dominion, Épitaphe
Albums de AqME
En l'honneur de Jupiter
(2009) Les Sentiers de l'aube
(2012)
Épithète, Dominion, Épitaphe est le sixième album studio du groupe de rock alternatif français AqME, sorti en 2012.

Il s'agit du dernier album studio avec Thomas Thirrion au chant. 
Une réédition limitée est sortie le 15 octobre 2012. Elle contient un second disque composé de 3 nouveaux morceaux ainsi que de 3 morceaux enregistrés live avec le nouveau chanteur, Vincent Peignart-Mancini.

## Liste des titres

### Disc 1:Épithète, Dominion, Épitaphe
1. Idiologie - 4:05
2. Quel Que Soit Le Prométhéen (Ou Le Nihiliste) - 3:37
3. Épithète, Dominion, Épitaphe - 3:35
4. Luxe Assassin - 4:01
5. L'Empire Des Jours Semblables - 5:00
6. Adieu! - 2:25
7. My English Is Pretty Bad (avec Stéphane Buriez Et Junior) - 4:14
8. Marketing Armageddon - 3:14
9. Plus Tard vs Trop Tard - 4:53
10. La Dialectiques Des Possédés - 3:33
11. 110.587 - 5:22

### Disc 2:Les Sentiers de l'aube(Édition Spéciale Tournée)
1. Tout s'effondre
2. Fils ingrat
3. Autolyse
4. Idiologie (live)
5. Pornographie (live)
6. Luxe assassin (live)

## Crédits
- Thomas Thirrion — chant
- Julien Hekking — guitare
- Charlotte Poiget— basse
- Etienne Sarthou — batterie
- Vincent Peignart-Mancini — chant (CD bonus)